# Bitoraj
Bitoraj ili Burni Bitoraj je planina u istočnom dijelu Gorskoga kotara.
Bitoraj je šumovita planina bez izrazitog vrhunca, ali umjesto toga on ima izduženi krški gornji greben nazvan Piršova Kosa. Smjer tog grebena je od sjeverozapada prema jugoistoku. Ono što čini ovu planinu zanimljivom su brojni oblici stijena koje su skrivene u šumama Bitoraja i nezavisne skupine bijelih vapnenačkih stijena čudnih i fantastičnih oblika, s do 40 metara visokim zidovima. Sedlom Javorje (1200 m) odjeljen je od Viševice na jugu-jugoistoku.
Vrh Bitoraja (1.386 mnv.) je skupina stijena koje strše iznad šumske vegetacije koja prekriva cijelu planinu. Vrh je ujedno jedini vidikovac na Bitoraju. Česta i snažna bura pribavila je Bitoraju i ime Burni Bitoraj. Malo ispod vrha nalazi se planinarsko sklonište Bitorajka. S vrha se pruža izvrstan panoramski pogled na gotovo sve vrhove Gorskog kotara – Snježnik, Risnjak, Bjelolasicu, Čelimbašu i druge, planinu Učku iznad Kvarnerskog zaljeva, slovenski Snežnik te na ogromne bitorajske šume. Tijekom vedra vremena također se mogu vidjeti Julijske, Kamniško-Savinjske Alpe i Karavanke u Sloveniji. Također s vrha je lijep pogled na sela Brestovu Dragu, Sunger i Mrkopalj.